# Helena Faucit
Helena Faucit, auch Helena Saville Faucit, ab 1880 Lady Martin (* 11. Oktober 1817 in London; † 31. Oktober 1898 in Bryntysilio Hall nahe Llangollen, Denbighshire) war eine englische Schauspielerin.

## Leben
Faucit war eine Tochter des Schauspielers John Saville Faucit (um 1783–1853) und dessen Ehefrau Harriet Elizabeth Savill (1789–1857), die ebenfalls Schauspielerin war. Ihre fünf Geschwister arbeiteten alle am oder mit dem Theater. Nachdem ihre Mutter vergeblich versucht hatte, ihre Ehe annullieren zu lassen, verließ sie 1821 ihre Familie und lebte mit dem Schauspieler William Farren (1786–1861), den sie 1853 dann auch heiratete.
Nach einigen kleinen Auftritten bei meist privaten Veranstaltungen konnte Faucit am 5. Januar 1836 im Royal Opera House (Covent Garden) als „Julia“ erfolgreich debütieren. Das Publikum war begeistert und die offizielle Theaterkritik sah in ihr bereits die Nachfolgerin von Fanny Kemble. Sie blieb dort bis 1840 und wechselte dann zusammen mit ihrem Kollegen William Charles Macready ans Haymarket Theatre (West End).
Im Dezember desselben Jahres erkrankte Faucit an der Lunge und kurierte sich mit einem längeren Aufenthalt in einem Seebad aus. Diese Abwesenheit beflügelte Gerüchte um eine eventuelle Schwangerschaft, so dass letztendlich ein ärztliches Bulletin veröffentlicht werden musste, um ihren guten Ruf zu wahren. Im Frühsommer 1841 kehrte Faucit geheilt zurück an die Bühne und trat auch sofort wieder auf. Als im Frühjahr 1842 Macready ans Theatre Royal Drury Lane wechselte, nahm sie dort ebenfalls ein Engagement an.
Faucit trat weiterhin mit großem Erfolg in London auf, während Macready 1843 seine zweite USA-Tournee startete. Zwischen Herbst 1844 und Frühjahr 1845 trat Faucit in Paris auf; einige Male zusammen mit Macready. Als Faucit als „Lady Macbeth“ größeren längeren Beifall bekam als Macready, weigerte der sich fortan, zusammen mit ihr aufzutreten. Um 1843 machte Faucit die Bekanntschaft des Schriftstellers Theodore Martin, den sie 1851 dann auch heiratete. Das Ehepaar zog sich nach Bryntysilio Hall zurück, dem Sommerhaus der Familie Martin, das sie fortan als dauerhaften Wohnsitz nutzten.
Um 1880 begann Faucit Kolumnen – ihre „Theater-Briefe“ – zu verfassen, welche dann ab 1881 im Blackwood Edinburgh Magazine erschienen. Einige Jahre später wurden diese gesammelt als Buch veröffentlicht. 1889, symbolträchtig am Geburtstag von Prinz Albert, besuchte Queen Victoria zusammen mit Prinz Henry of Battenberg und dessen Ehefrau Prinzessin Beatrice Bryntysilio Hall zum Tee.
Nach ihrer Hochzeit nahm Faucit ihren Abschied vom Theater und trat nur noch gelegentlich anlässlich von Wohltätigkeitsveranstaltungen auf. Als am 19. April 1879 in Stratford-upon-Avon das Shakespeare Memorial Theatre eröffnet wurde, war sie einer der Ehrengäste und vier Tage später war sie dort nochmals als „Beatrice“ zu sehen.
Am 31. Oktober 1898 starb Helena Faucit in Bryntysilio Hall und fand ihre letzte Ruhestätte auf dem Brompton Cemetery (West Brompton). In der Dorfkirche St Tysilio’s Church in Llantysilio bei Llangollen und am Shakespeare Memorial Theatre wurde eine Ehrentafel für Helena Faucit angebracht. Im Auftrag von Theodore Martin zeigt die Kanzel in der Holy Trinity Church in Stratford-upon-Avon Helena Faucit als Heilige Helena.

## Rollen (Auswahl)
- Julia – The hunchback (James Sheridan Knowles)
- Julia – Romeo und Julia (William Shakespeare)
- Desdemona – Othello (William Shakespeare)
- Cordelia – König Lear (William Shakespeare)
- Portia – Der Kaufmann von Venedig (William Shakespeare)
- Lady Macbeth – Macbeth (William Shakespeare)
- Rosalind – Wie es euch gefällt (William Shakespeare)
- Pauline – The Lady of Lyons or Love and pride (Edward Bulwer-Lytton)
- Leonore – Richelieu or the conspiracy (Edward Bulwer-Lytton)
- Clare – Money (Edward Bulwer-Lytton)
- Lucy Percy – Strafford (Robert Browning)
- Mildred – A Blot in the 'Scutcheon (Robert Browning)
- Lady Constance – König Johann (William Shakespeare)
- Belvidera – Venice Preserv’d (Thomas Otway)
- Margaret – The Separation (Joanna Baillie)
- Imogen – Cymbeline (William Shakespeare)
- Hermione – Das Wintermärchen (William Shakespeare)
- Beatrice – Viel Lärm um nichts (William Shakespeare)
- Antigone – Antigone (Sophokles)
- Mme de la Vallière – Duchess de la Vallière (Edward Bulwer-Lytton)
- Lady Arundel – The Sea-Captain (Edward Bulwer-Lytton)
- Nina Sforza – Nina Sforza (Zouch Troughton)
- Jolanthe – König Renés Tochter (Henrik Hertz)
- Iphigenie – Iphigenie in Aulis (Euripides)

## Schriften
- Helena Faucit: On some of Shakespeare's female characters. Ophelia, Portia, Desdemona, Juliet, Imogene, Rosalind, Beatrice, Hermione. Hansebooks, Norderstedt 2019, ISBN 978-3-337-83429-6. (Nachdruck der Ausgabe London 1885)
  - Deutsch: Über einige von Shakespeares Frauen-Charakteren. E. C. Brunn, Münster 1885 (übersetzt von Karl Lentzner)
Sonderdruck aus Jahrbuch der Shakespeare-Gesellschaft, Band 17, 1885, S. 230–251 (nur das Kapitel „Ophelia“ und „Portia“).